# Mad Cave Studios
Mad Cave Studios (ou Mad Cave) é uma editora independente de quadrinhos baseada em Miami, Flórida, fundada em 2014. Mad Cave publicou cinco séries, Battlecats, Midnight Task Force, Cavaleiros do Sol Dourado, Honor and Curse and Show's End, que estão sendo distribuídos pela Diamond Comic Distributors .

## Visão geral
Mad Cave Studios foi fundada em 2014 por Mark London. Em fevereiro de 2018, a Mad Cave publicou a primeira edição de seu título principal, Battlecats . Em julho, lançou uma segunda série em andamento chamada Midnight Task Force . Em novembro de 2018, a Mad Cave Studios lançou a primeira edição de Cavaleiros do Sol Dourado. Seu quarto título, Honor and Curse, foi lançado em fevereiro de 2019 e o Show's End, lançado em agosto de 2019.
Digitalmente, os quadrinhos do Mad Cave Studios estão disponíveis no ComiXology e no Drive Thru Comics.
Em 2018, a Mad Cave realizou uma Pesquisa de Talentos para novos escritores e artistas de quadrinhos, com os finalistas trabalhando em quadrinhos para o Mad Cave. A banda desenhada Show's End foi o primeiro título a apresentar o trabalho dos vencedores do Talent Search de 2018. A Talent Search foi realizada novamente em 2019 para escritores e artistas, com os finalistas a serem anunciados na New York Comic Con.

## Títulos
Battlecats
Battlecats é uma história em quadrinhos de fantasia medieval original sobre uma guerra entre os heróicos Battlecats e as forças da Besta Dire. É escrito por Mark London com arte conceitual de Michael Camelo e Julian Gonzalez. A primeira edição foi lançada em fevereiro de 2018. Uma coleção Trade Paperback do primeiro volume foi lançada em julho de 2018. Um segundo volume começou em maio de 2019.
A recepção da série foi mista. Ao revisar a primeira edição do volume um, Christina Williams, do On Comics Ground, ficou impressionada com a arte e elogiou o equilíbrio dos escritos entre diálogo e ação, enquanto Joshua Davidson, do Bleeding Cool News, chamou a questão de uma estreia "abaixo do esperado" da nova editora. .
Força-Tarefa da Meia-Noite
Midnight Task Force é uma história em quadrinhos de ficção científica e cyberpunk. Situado no ano de 2055, o detetive esquizofrênico Aiden tenta resolver uma série de assassinatos em Detroit, mantendo em segredo sua condição. A série é escrita por Mark London e ilustrada por Alejandro Girlado. A primeira edição foi lançada em fevereiro de 2018. Uma coleção de Trade Paperback do primeiro volume será lançada em julho de 2019.
Cavaleiros do Sol Dourado
Cavaleiros do Sol Dourado é uma história em quadrinhos de ficção épica e histórica bíblica. Trata-se de uma batalha entre arcanjos e anjos caídos entre o Antigo e o Novo Testamento. É escrito por Mark London e ilustrado por Mauricio Villareal. A primeira edição foi lançada em novembro de 2018.
Honra e maldição
Honor and Curse é uma história em quadrinhos de artes marciais que ocorre no Japão feudal. É escrito por Mark London e ilustrado por Nicolás Salamanca. A primeira edição foi lançada em fevereiro de 2019.
Fim do programa
Show's End é uma história em quadrinhos de terror ambientada na década de 1920. É escrito por Anthony Cleveland e ilustrado por Jeferson Sadzinski. A primeira edição foi lançada em agosto de 2019.

### Edições coletadas
- Battlecats Volume 1: A Caçada à Besta Dire (reimpressão Battlecats # 1–5, ISBN 978-0-9981215-1-2    ) 2018
- Força-tarefa da meia-noite Volume 1: Vozes ocultas (reimpressão Midnight Taks Force # 1–4, ISBN 978-0-9981215-2-9    ) 2019
- Cavaleiros do Sol Dourado Volume 1: Providência Perdida (reimpressão Cavaleiros do Sol Dourado # 1–7 ISBN 978-0-9981215-4-3    ) 2019
- Honra e Maldição Volume 1: Rasgado (reimpressão Honra e Maldição # 1–6, ISBN 978-0-9981215-5-0    ) 2019